# Isopeda binnaburra
Isopeda binnaburra är en spindelart som beskrevs av Hirst 1992. Isopeda binnaburra ingår i släktet Isopeda och familjen jättekrabbspindlar.
Artens utbredningsområde är Queensland. Inga underarter finns listade i Catalogue of Life.